# Elecciones legislativas de Ecuador de 1889
Las elecciones legislativas de Ecuador de 1889 se celebraron ese año para renovar la Cámara de Diputados y del Senado de Ecuador. Se eligieron 64 legisladores, necesitando 33 votos para mayoría del Congreso en pleno. 
Acorde a la normativa de la época, los legisladores eran electos por nominación libre de los electores, sin auspicio partidista o limitaciones por provincia, por lo que en ocasiones un legislador era electo por varias provincias o para ambas cámaras. 

## Senadores
29 Senadores, 15 votos para mayoría de la Cámara del Senado.
| Provincia  | Senador                         |
| ---------- | ------------------------------- |
| Carchi     | Vicente Lucio Salazar y Cabal   |
| Imbabura   | Mariano Acosta                  |
| Pichincha  | Jacinto Caamaño Arteta          |
| León       | Belisario Quevedo Figueroa      |
| Tungurahua | Alejandro Cárdenas              |
| Chimborazo | Pedro Ignacio Lizarzaburu       |
| Bolívar    | Angel Polibio Chaves del Pozo   |
| Cañar      | Julio Matovelle Maldonado       |
| Azuay      | Francisco J. Moscoso            |
| Loja       | Manuel Benigno Cueva Betancourt |
| El Oro     | Leandro Serrano                 |
| El Oro     | Carlos J. Cordoba               |
| Guayas     | Pedro Carbo Noboa               |
| Los Ríos   | Lorenzo R. Peña                 |
| Los Ríos   | Mariano Barona                  |
| Manabí     | Antonio Fernandez de Córdoba    |
| Esmeraldas | Modesto Jaramillo               |

## Diputados
35 diputados, 18 votos para mayoría de la Cámara de Diputados.
| Provincia  | Diputado                  |
| ---------- | ------------------------- |
| Carchi     | R. Aurelio Espinosa       |
| Imbabura   | Joaquín Gómez de la Torre |
| Imbabura   | Víctor G. Gangotena Posse |
| Pichincha  | Carlos Matheus            |
| Pichincha  | Aparicio Ribadeneira      |
| Pichincha  | Manuel M. Pólit           |
| Pichincha  | Manuel María Salazar      |
| Pichincha  | José N. Campuzano         |
| Pichincha  | José J. Estupiñan         |
| León       | Alejandro Maldonado       |
| León       | Rafael Quevedo Maldonado  |
| León       | Leopoldo Pino             |
| Tungurahua | Francisco J. Montalvo     |
| Tungurahua | Adriano Montalvo          |
| Tungurahua | Gabriel Moscoso           |
| Chimborazo | Emilio Chiriboga          |
| Chimborazo | José M. Banderas          |
| Chimborazo | Pacífico Villagomez       |
| Bolívar    | José Miguel Noboa         |
| Cañar      | Miguel Heredia Rodas      |
| Cañar      | Juan de Jesús Pozo        |
| Azuay      | Benigno Palacios Correa   |
| Azuay      | Rafael María Arízaga      |
| Azuay      | Remigio Crespo Toral      |
| Azuay      | Tomás Abad                |
| Loja       | Moisés Burneo             |
| Loja       | Juan Ruiz                 |
| El Oro     | José Miguel Valdivieso    |
| Guayas     | César Borja Lavayen       |
| Guayas     | Miguel Valverde           |
| Guayas     | José María Sáenz          |
| Los Ríos   | Arcadio Ayala             |
| Manabí     | Pedro Atanasio Moreira    |
| Manabí     | Manuel San Lucas          |
| Esmeraldas | Justiniano Estupiñan      |

Fuente: